# Diedrich Heinrich Schmidt
Diedrich Heinrich Schmidt auch DH Schmidt (* 26. Juni 1933 in Leer, Provinz Hannover; † 3. März 2020 ebenda) war ein deutscher Autor, der überwiegend in niederdeutscher Sprache veröffentlichte.

## Leben
Schmidt wuchs in Ostfriesland auf und besuchte in Leer die Volksschule. Nach dem Zweiten Weltkrieg arbeitete er an verschiedenen Orten in verschiedenen Tätigkeiten; er war Gärtnergehilfe, Gießerei- und Hafenarbeiter sowie Handelsvertreter und Kaffeeröster.
Von 1971 bis zu seinem Ruhestand war Schmidt als Schulgehilfe in Leer tätig. Seit 1969 schrieb er hoch- und plattdeutsche Kurzgeschichten, Hörspiele und Romane.

## Ehrungen
- 1969: Förderpreis zum Niedersächsischen Kunstpreis
- 1971: Junge Dichtung Niedersachsen (2. Prosapreis)
- 1972: Stipendium des Auswärtigen Amtes und des Deutschen Schriftstellerverbandes
- 1972: Fritz-Reuter-Preis der Carl Toepfer Stiftung F.V.S.
- 1990: Freudenthal-Preis der Freudenthal-Gesellschaft
- 2005: Freudenthal-Preis der Freudenthal-Gesellschaft
- 2017: Borsla-Preis

## Werke (Auszüge)
- Gele Rosen: Körtgeschichten un Vertellen,  D. H. Schmidt, Schuster Verlag, Leer 1970, ISBN 3-7963-0020-0
- Ligusterdrööm, Isensee Verlag, Oldenburg (Oldb) 2018, ISBN 978-3-7308-1502-1
- Dat groote plattdüütsche Leesbook, Hrsg. Hartmut Cyriacks und Peter Nissen, Autoren: Oswald Andrae, Hermann Bärthel, Hertha Borchert, Magreta Brandt, Hans-Hermann Briese, Waltrud Bruhn, Traute Brüggebors, Klaus Groth, Irmgard Harder, Hein Hoop, Harald Karolczak, Rudolf Kinau, Elke Paulussen, Fritz Reuter, Alma Rogge, Diedrich Heinrich Schmidt, Gerd Spiekermann und Gernot de Vries, Quickborn-Verlag, Hamburg 1996, ISBN 3-87651-195-X

## Hörspiele (Auszüge)
- De Möhl, Regie: Hans-Jürgen Ott,  Radio Bremen und NDR, 4. März 1968
- De Bahndamm, Regie: Dieter Ehlers, Radio Bremen und NDR, 28. Juli 1969